# Tommy Söderberg
Tommy Söderberg (Stoccolma, 19 agosto 1948) è un allenatore di calcio svedese.

## Carriera
Come allenatore ha vinto il campionato di calcio svedese con l'AIK nel 1992. Più tardi allenò la Nazionale svedese Under-21 e quando Tommy Svensson lasciò libera la panchina della nazionale maggiore, questa fu affidata a Söderberg nel 1998, che portò la Svezia a Euro 2000. Lo stesso anno Lars Lagerbäck fu promosso alla guida della nazionale insieme a Söderberg.
Sotto la guida della nuova coppia, la Svezia si qualificò per i mondiali 2002 e Euro 2004. Dopo gli europei, Söderberg decise di lasciare la panchina della Nazionale per tornare ad allenare l'Under-21, che dirige insieme a Jörgen Lennartsson.